# Sipho Agmatir Thwala
Sipho Mandla Agmatir Thwala, meglio noto come Phoenix Strangler ("Lo strangolatore di Phoenix") (KwaMashu, 1968), è un assassino seriale sudafricano che ha strangolato 19 donne.

## Biografia

### Origini
Sipho Mandla Agmatir Thwala nacque nel 1968 nella zona rurale di KwaMashu. Sua madre, per cui nutrì poco affetto, si chiamava Khathazile Ntanzi; la sorella maggiore si chiamava Zibekile. Non conobbe mai il suo padre naturale; il patrigno, un uomo violento, lo abbandonò in tenera età. Crebbe come bracciante nei campi di canna da zucchero. Visse in un'umile baracca abusiva in fondo alla città di Besters, affacciata alla piantagione. Imparò a leggere, scrivere e a parlare tre lingue: l'inglese, l'afrikaans e lo zulu. Andò a scuola ma interruppe gli studi alle elementari. Veniva descritto dalla madre come un uomo intelligente, normale, un po' introverso e utile per i lavori di casa e per il sostentamento economico della famiglia; a volte aiutava la gente del posto in difficoltà. Durante l'adolescenza fece molti lavori saltuari, che non riuscì a tenere per molto tempo. Da adulto divenne un commerciante di canna da zucchero.
Sua moglie, rimasta incinta, decise di abortire senza avvisarlo; questa cosa lo intristì molto. Dopo questo episodio il suo carattere mutò e diventò rabbioso; nascondeva la sua ira sotto uno stato di calma apparente. Nel corso degli anni, forse incoraggiato a seguito di questo episodio, sviluppò una forma di misoginia, ossia di odio verso le donne; questo risentimento lo porterà a vendicarsi sulle donne, uccidendole.

### Omicidi
I suoi omicidi partirono dal 1996 e si conclusero nella metà del 1997, dopo circa un anno. La zona colpita dagli omicidi era quella di KwaZulu-Natal, nel Sudafrica orientale. Il suo modus operandi era il seguente: attirava le vittime (tutte donne dai 20 ai 30 anni) a sé in un locale con la scusa di un'offerta di lavoro come domestica in un hotel; poi le accompagnava attraverso i campi di canna da zucchero del Monte Edgecombe, vicino alla città di Phoenix. Arrivati in questo luogo appartato le assaliva, le legava e imbavagliava, le stuprava e infine le strangolava con la loro biancheria intima. La zona, molto densa di canne alte 2,5 metri, gli forniva un'ottima copertura; il suono di queste piante, se agitate dal vento, è molto assordante; serviva al killer per coprire il rumore insieme al bavaglio che spingeva in bocca alle malcapitate. Nella speranza di occultare le prove, seppelliva il cadavere in una fossa poco profonda e dava fuoco ai campi; i topi, gli scorpioni e i serpenti che proliferavano nella piantagione avrebbero fatto il resto.
La catena di uccisioni spaventò fino alla paranoia la comunità di Phoenix; nel corso dell'anno il killer divenne la persona più ricercata e temuta della zona. Nessuno sospettò mai di Thwala, neanche la madre e la sorella.

### Le indagini
Tra il giugno e il luglio del 1997 la polizia, con l'aiuto dei cani addestrati, iniziò a trovare molti corpi nella zona: appartenevano tutti a giovani donne, erano state uccise e occultate con lo stesso modus operandi; erano stati disposti nella stessa piantagione, in un raggio di 3 km. Le sei vittime identificate furono:
- Buthelezi Gabisile (12), assassinata il 23 giugno 1994; il suo corpo è stato scoperto il giorno stesso.
- Theressa Hlengwes Mfeka (24 anni); il suo corpo è stato scoperto il 20 giugno 1997.
- Staff Pumzille Gumede (21 anni); il suo corpo è stato scoperto il 23 luglio 1997.
- Nokuthula Cele Zothile (29); il suo corpo è stato scoperto il 24 luglio 1997.
- Mtombemi Nyangithini Ngcobo (? anni); il suo corpo è stato scoperto il 24 luglio 1997.
- Banothile Nompumelelo Dube (30 anni); il suo corpo è stato scoperto il 26 luglio 1997.

Tra le malcapitate si conta una sola sopravvissuta: Sipho le propose un lavoro e la portò nella piantagione con la scusa di prendere una scorciatoia; poi le si avventò contro e le chiese di copulare. Lei accettò e gli chiese di non ucciderla. Dopo lo stupro, le chiese “di essere la sua ragazza”. Vedendo che non rispondeva, tornò a picchiarla, ma alla fine gli disse di sì. Le risparmiò la vita.

### La fine
La polizia, con l'aiuto del profiler Micky Pistorius, riuscì finalmente a incastrare il killer con una prova del DNA fatta sui cadaveri; il DNA estratto da un campione di sperma e da un mozzicone di sigaretta corrispondeva con quello prelevato da un certo “Sipho Mandla Agmatir Thwala”, arrestato nel marzo 1994 con un'accusa di tentato stupro e in seguito prosciolto.
Lo "Strangolatore d Phoenix" fu quindi arrestato il 14 agosto del 1997, pochi giorni dopo gli accertamenti. Fece entrare gli agenti in casa sua senza opporre resistenza. Essi durante la perquisizione trovarono molti orologi e vestiti, tutti appartenuti alle vittime. Il giorno dopo li accompagnò nei luoghi dove aveva commesso i 19 omicidi.
Qualche tempo dopo una folla inferocita si sarebbe vendicata incendiando la casa di Thwala; un vicino aiutò sua madre, sua sorella e i suoi tre figli a fuggire; giunsero al sicuro raggiungendo la centrale di polizia.
Processato, il 31 marzo 1999 a Durban è stato riconosciuto colpevole dal giudice Vivienne Niles-Duner di 16 dei 19 omicidi, di 10 stupri, di un tentato omicidio e condannato a scontare 506 anni di carcere; al momento della condanna aveva 31 anni. Non mostrò alcun rimorso per i crimini. Al processo partecipò anche la sopravvissuta, che riportò l'aggressione. La sua famiglia rimase contenta del verdetto.